# Tokyo Blade (album 1983)
Tokyo Blade è un album discografico del gruppo musicale britannico Tokyo Blade, pubblicato nel 1983 dalla Powerstation Records.

## Il disco
Primo album registrato in studio da parte del gruppo, include una traccia registrata nel periodo in cui il gruppo si chiamava Gengis Khan, If Heaven is Hell, in cui alla chitarra è accreditato il chitarrista originale del gruppo, Ray Dismore. Il disco è stato ripubblicato in formato CD nel 1997 dall'etichetta High Vaultage, con in aggiunta le tracce dell'EP Midnight Rendezvous e il brano Death on Main Street, lato B del singolo Powergame che anticipò l'uscita dell'album.

## Tracce
1. Powergame (Andy Boulton, Al Marsh) - 4:12
2. Break the Chains (Boulton, Marsh, John Wiggins) - 5:07
3. If Heaven Is Hell (Boulton, Marsh) - 6:04
4. On Through the Night (Boulton, Marsh) - 7:29
5. Killer City (Boulton, Marsh) - 5:47
6. Liar (Boulton, Marsh) - 5:37
7. Tonight (Russ Ballard) - 4:02
8. Sunrise in Tokyo (Boulton, Marsh) - 5:47
9. Blue Ridge Mountains of Virginia - 1:13

## Formazione

### Gruppo
- Al Marsh - voce
- Andy Boulton - chitarra
- John Wiggins - chitarra
- Andy Robbins - basso
- Steve Pierce - batteria

### Altri musicisti
- Ray Dismore - chitarra in If Heaven Is Hell